# 贡山柃
贡山柃（学名：Eurya gungshanensis），为山茶科柃木属下的一个植物种。